# Rudianos
Dans l'ancienne religion celtique, Rudianos, parfois nommé Rudiobos, était un dieu de guerre vénéré en Gaule. À l'époque romaine, il fut assimilé à Mars.
Les divinités traditionnelles des Gaulois ont continué d'être honorées après la conquête. Cela ne dérangeait pas l'autorité romaine dans la mesure où la religion ne servait pas de prétexte à comploter contre elle et n'excluait pas le culte fédérateur à l'empereur. Il arrivait certainement que les Romains installés en Gaule adoptassent dans leur pratique religieuse une divinité locale.

## Étymologie
Le nom "Rudianos" signifie rouge, ce qui reflète la nature guerrière du dieu.

## Inscriptions et représentations
Il a été invoqué à Saint-Andéol et Rochefort-Samson (Drôme), et à Saint-Michel-de-Valbonne. Il donne son nom au Royans (Rudianos) dans la Drome, pays au nord-ouest du Vercors.

### Pierre sculptée
À Saint-Michel-de-Valbonne, on a également trouvé une image préhistorique d'un dieu de la guerre à cheval datant du VIe siècle av. J.-C.qui pourrait être une représentation de Rudianos. La pierre en forme de menhir présente la figure grossièrement incisée d'un cavalier doté d'une tête énorme, avec cinq têtes coupées. L'iconographie est évocatrice des exploits de chasseurs de têtes des Celtes, qui pendaient la tête de leurs victimes de bataille à leurs selles, selon les auteurs classiques.

### Statuette de bronze
À Neuvy-en-Sullias a été découvert en 1861 un trésor dont un des éléments les plus importants est un cheval de bronze consacré au dieu gaulois Rudiobos,. Sur le socle de la statue est gravée l'inscription :
AVG.RVDIOBOS SACRVM
CVR CASSICIATE DSPT
SER ESVMAGIVS.SACROVIR.SER IOMAGLIVS.SEVERVS
F   C
L'inscription date de la seconde moitié du IIe siècle.

### Pages connexes
- Religion celtique